# Touha

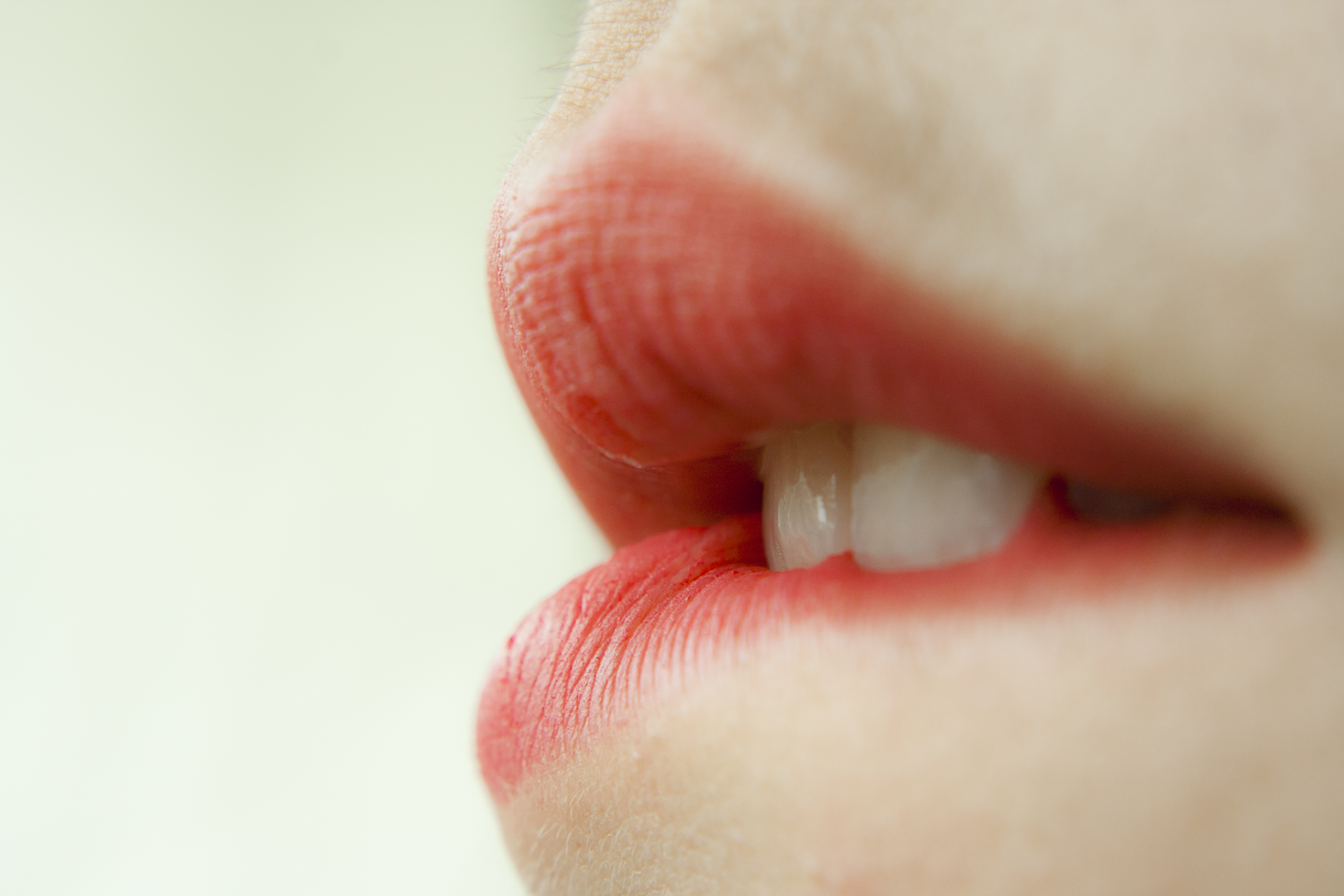
Ženské rty vyjadřující touhu

Touha je silný a reflektovaný nenaplněný vztah k něčemu, co by si člověk přál, zejména když předmět touhy je vzdálený, neurčitý a naděje na splnění je malá. Od potřeby se liší stálostí a vzdáleností předmětu, od přání svou naléhavostí. Žádost a buddhistická „žízeň“ (tanhá) je naproti tomu méně reflektovaná. Touha může člověka tížit jako stesk, je však také důležitým motivem jednání.

## Filosofie
V antické filosofii se touha chápe buď jako žádost a vášeň, kterou je třeba potlačovat (například ve stoicismu), anebo jako důležitá síla, která člověka pohání. V Platónově Faidru se duše přirovnává k vozataji, jehož vůz táhnou dva koně: černý kůň touhy či vášně (pothos) a bílý kůň rozumu. Úlohou vozataje je řídit toto spřežení. Podobně Aristotelés považuje touhu (orexis od oregomai, původně „natahovat ruku po něčem“) za hlavní zdroj pohybu a rozlišuje mezi „přirozenými“ žádostmi, jako je hlad nebo sexuální přítažlivost a na druhé straně rozumnými touhami, kterým člověk vládne. Podobně Tomáš Akvinský rozlišuje „chuť na to, co chybí“ a zaměření (intenci) citu, která ruší nudu a ošklivost.
Určitější význam dostává touha u křesťanských myslitelů počínaje Augustinem. Propast mezi postavením člověka, trvale poškozeného hříchem, a dokonalostí Boží, mezi přítomnou situací člověka (conditio humana) a nadějí na spásu se překlenuje touhou, která je pak u středověkých mystiků jedním z ústředních pojmů vůbec.
Pro René Descarta je touha pohyb duše, která promítá do budoucnosti, co považuje za žádoucí. Podle Davida Huma podléhá i lidský rozum vášním a zdrojem pohybu jsou tedy touha, vášně a náklonnosti. Rozum je jen nástroj, který hledá prostředky k dosažení vytoužených cílů. Naopak podle Jakoba Böhme je touha základem celé přírody, která „touží po Bohu“. Niccolò Machiavelli říká, že touha roste tím víc, čím méně ji můžeme ukojit, a Jean-Jacques Rousseau napsal: „Běda tomu, kdo už nemá po čem by toužil.“ Neobyčejně vysoké hodnocení touhy lze nalézt už u Goetha a touha je pak důležitým pojmem německého idealismu a hlavně romantismu – ve filosofii, v umění a v poezii, v literatuře i v hudbě, například u Richarda Wagnera. Pro Nietzscheho je touha „mávání křídel duše“ a v Tak pravil Zarathustra je jí věnována kapitola O velké touze. Téma touhy se pak znovu objevuje ve francouzské filosofii 20. století a například N. Grimaldi – v navázání na Bergsona – rozlišuje mezi potřebou, kterou lze ukojit, a touhou, která každým přiblížením jen roste.

## Psychologie
Fenoménům žádostivosti a touhy se psychologie věnuje už od 19. století. Významný a vlivný výklad žádosti podal Sigmund Freud: člověk se pohybuje mezi principem slasti, který ho přitahuje, a principem reality, jemuž se snaží vyhnout. Žádostivost je výsledek působení principu slasti, který se však v kultuře obecně potlačuje a sublimuje. Z nedostatečně zpracovaných potlačení slasti vznikají neurózy.
V současné psychologii se pod vlivem neurobiologických výsledků touha někdy odlišuje od žádostivosti. Žádostivost a potřeby totiž vznikají v limbických centrech, kdežto touhy a přání jsou patrně produkty kortexu (mozkové kůry).

## Umění a literatura
Touha je častým tématem literárních a básnických děl, ve starší české literatuře například u Julia Zeyera, ale i v populární literatuře. Protože hraje velkou roli zejména v mladším věku, objevuje se Desire v názvech hudebních kapel, alb a jednotlivých skladeb, například Touha (muzikál).